# Fabio Piscopiello
Fabio Piscopiello (* 16. Februar 1985) ist ein italienischer Straßenradrennfahrer.
Fabio Piscopiello fuhr 2009 für die italienische Amateurmannschaft Vega Prefabbricati Montappone, für die er 2009 die Trofeo Gruppo Meccaniche Luciani und eine Etappe des Giro Ciclistico d’Italia gewann. Im nächsten Jahr war er bei der Coppa della Pace erfolgreich. 2011 fuhr Piscopiello für das Professional Continental Team De Rosa-Ceramica Flaminia und 2012 für Utensilnord Named, konnte in dieser Zeit jedoch keine internationalen Siege erzielen.

## Erfolge
2009
- eine Etappe Giro Ciclistico d’Italia

2010
- Coppa della Pace

## Teams
- 2011 De Rosa-Ceramica Flaminia
- 2012 Utensilnord Named